# カート (植物)
カート（学名：Catha edulis、英語：Khat）とは、熱帯の高地に自生するニシキギ科の常緑樹の一種およびその葉や枝を噛んで覚醒作用を得る嗜好品である。アフリカ大陸のエジプトから南アフリカ共和国の高地林に自生し、北東アフリカや紅海対岸のアラビア半島南部でも栽培される。地域によって、ガット、チャット、ミラーなど様々に呼ばれる。
和名はアラビアチャノキだがニシキギ科であり、ツバキ科のチャノキと近縁ではない。
エチオピア、ジブチ、ソマリア、ケニア、イエメンでは嗜好品として嗜まれ、葉には興奮性の物質のカチノン及びカチンが含まれる。このため、向精神薬に関する条約でカチノンはスケジュールIに指定、カチンはスケジュールIIIに指定され、国際的な管理下にある。それ自体に国際的な規制はないが、ヨーロッパだけでも15か国で規制下にある。

## 別名
英語のカート（Khat）は、アラビア語から取り入れた呼称である。英語圏以外での表記は、アラビア語: قات 、ソマリ語: qaat [ˈkæt]、ゲエズ文字: ጫት: č̣āt 等が見られる。ケニアのスワヒリ語でミラー (miraa)、ソマリアのソマリ語でガット (qat)、ウガンダのガンダ語などバンツー系諸語ではマイルンジ (mayilungi)。エチオピアでは公用語アムハラ語のチャットが一般的で、オロモ語のジマ (jimaa) も広く用いられ、スラングはバルチャ (barcha) 。別の文献では、イエメンでカート、ソマリ語でチャットやカート、ケニアでミラー、南部ソマリアでもケニアの影響でミラーと呼ぶ人が多いとされる。さらに別称として、qaat, quat, jaad, chad, chaadなど、様々な別称が存在する。

## 生態
和名はニシキギ科アラビアチャノキ属アラビアチャノキと言う常緑樹である。アフリカに自生しているものの、詳細な原産地は不明である。
標高1200メートルから2500メートル程度の高地での生育例が多いものの、500メートル程度でも生育が可能である。アフリカではエジプトから南アフリカ共和国まで高地林に自生し、生産地はエチオピアやケニアなど北東アフリカの高原地域や、アラビア半島南部のイエメンである。抽出液は、苦味、甘味、独特の香りを有す。

## 効果と使用法

カチノンの構造式

カートの葉には、アンフェタミンに似た覚醒作用をもたらすアルカロイドの一種であるカチノン（Cathinone、(S)-1-フェニル-2-アミノ-1-プロパノン）が含まれており、新芽の葉を噛むと、高揚感や多幸感が得られる。食欲を抑制する効果もある。その効果は非常に弱く、コーヒーや酒などの刺激物を飲み慣れているヒトには、殆ど効かないと思われているが、それは誤解であり、カートの効果が出始めるまで（消化吸収に時間がかかるため）30分〜1時間ほど食べ続けなければならない。10時間近く噛み続ける愛好者もいる。使用方法としては、新鮮な若葉を噛み潰し、頬の片側に噛みくずを貯めながら、汁を飲む。枝単位で売られており、葉を何枚か千切りながら噛み、最後には枝を噛み潰す。

## 使用地域

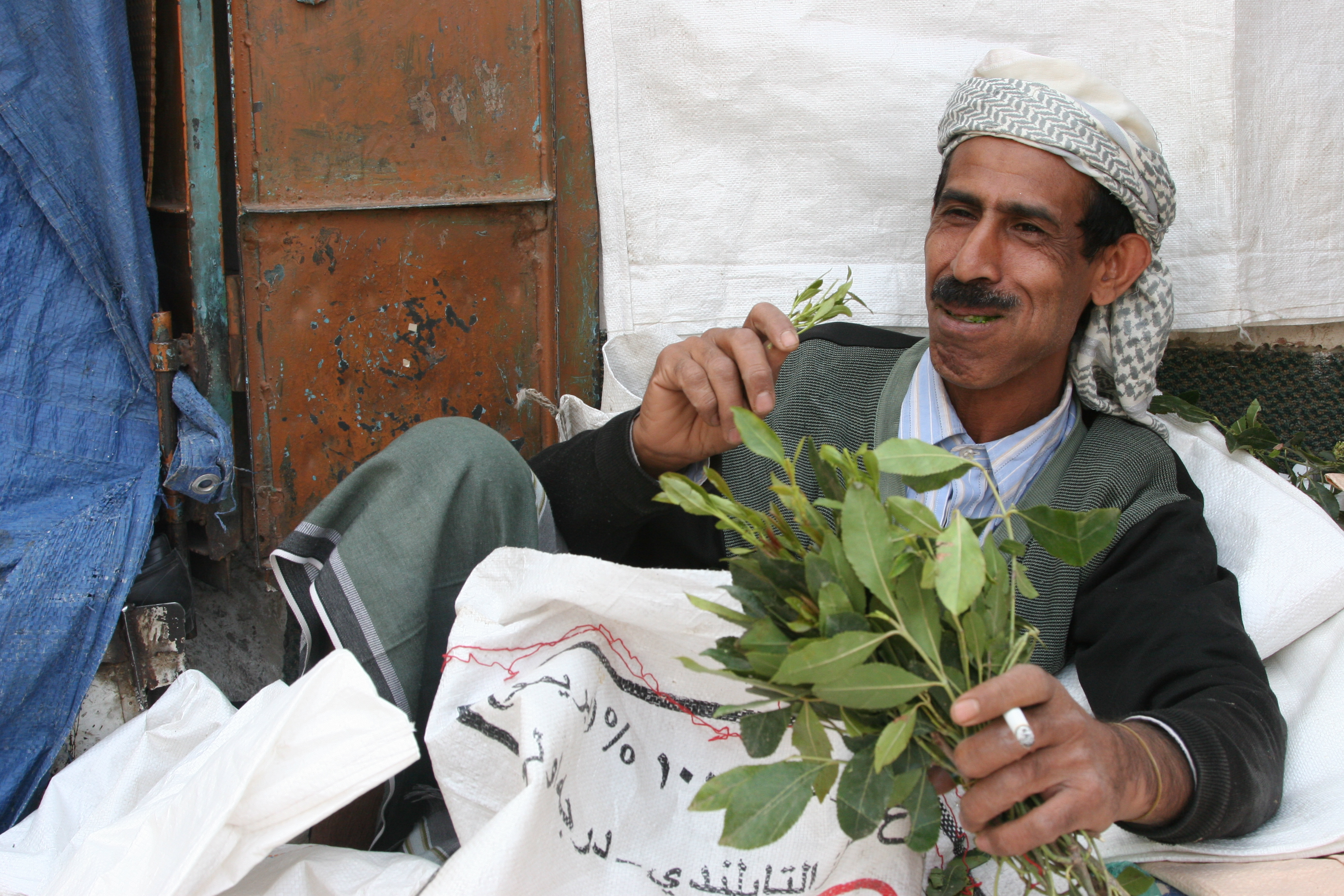
カートを噛む男性（イエメンのサヌア）

東アフリカの一部の先住民族では、伝統的な薬の一つである。飲酒の禁じられているイスラム世界のうち、アラビア半島から東アフリカにかけての地域においては、酒などの代用として嗜好品として需要が高いが、イスラム世界の殆どの国ではその特性のため非合法である。先進国でも、多くの国では非合法とされている。
エチオピア、ジブチ、ソマリア、ケニア、イエメンでは法的な規制はなく、主にムスリム（イスラム教徒）で嗜好品として、また換金作物として国際的に取引される。
イエメンでは合法であり、イエメン人の社交生活になくてはならない物である。イエメンでは午後になるとカートの若葉を噛みながら街角に集まり、和やかに談笑している光景が見られる。
エチオピアでも合法とされており、ムスリムを中心とする多くの人々に噛まれている。ソマリアでも流通しており、ソマリア沖の海賊の身代金の一部がカートで支払われる場合もある。また、海賊行為や戦鬪に出る時に噛んで、恐怖心の抑制や気分高揚を図る事もある。

## 外貨獲得の手段

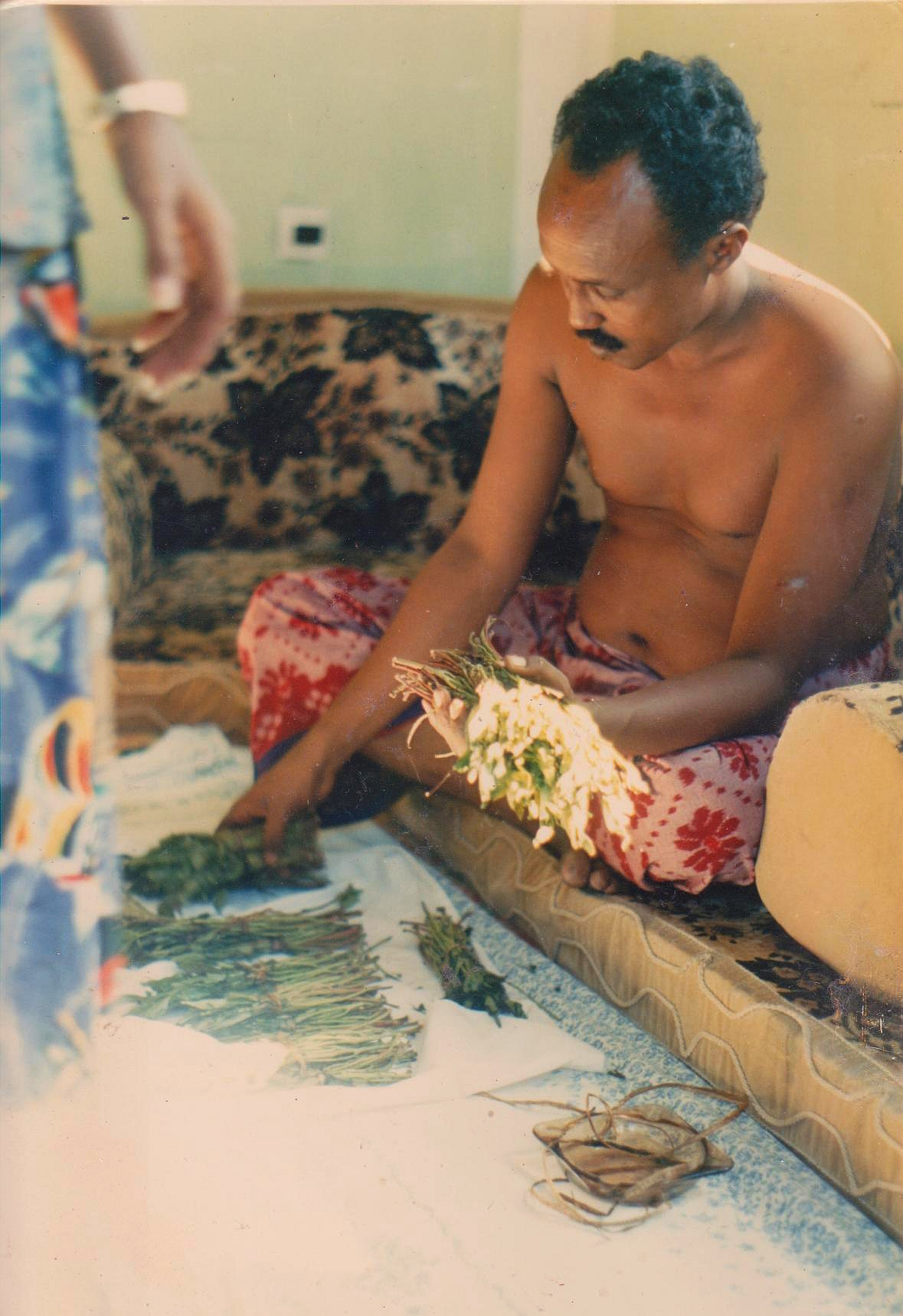
ブラオ（ソマリランド）のカート売り

エチオピアの経済は外貨獲得の6割以上をコーヒー豆の輸出が支えるモノカルチャー経済である。だがコーヒー豆の国際価格は一時期に比べて激しく下落しており、ドキュメンタリー映画『おいしいコーヒーの真実』によると、コーヒー農家は、せいぜい豆1kg（コーヒー80杯分）あたり2ブル程度（1ブル≒0.12USドル）の収入しか得られない。子供の教育や安全衛生までをカバーする最低限の生活には、豆1kgあたり10ブル程度の価格が必要であると言われており、コーヒー栽培に適した農地は他の作物を栽培するのに適していないため、コーヒー農家の多くは生活のためにコーヒーの木を伐採して、カートの栽培に乗り出しており、カートが非合法とされている国を含む他国への輸出が、彼らの外貨獲得に大きな役割を果たしていると言われる。

## イエメン経済への悪影響
イエメンは乾燥した気候ながら、降雨も多少はあるため農業も行われている。イエメンはコーヒーのモカが特産として知られているが、他の農作物が栽培されている農地も見られる。
しかし、カートの人気によってそれらの農地がカート畑に転換され、GDPの農業部門において3分の1を占めている。カートの栽培には大量の水が必要であり、それを賄う為に大量の地下水を汲み上げた結果として発生し得る、水資源の枯渇や地盤沈下などが懸念されている。イエメン政府は、カートの栽培や消費を抑制して、カートへの依存を減らそうとしているが、イエメンにおける全雇用の15パーセントがカート関連産業であり、本格的な対策は取り難い。イエメンは産油国で、イエメンに多くの収入をもたらしてきたものの、それも2010年代には枯渇が見えてきた。2015年からのイエメン内戦下で苦しい現実から一時的に逃れるため多用する人もおり、国内避難民が食料購入に充てるべきわずかなお金をカートにつぎ込んでしまうなど弊害が出ている。

## 規制
カートに含有される物質については向精神薬に関する条約において、カチノンはスケジュールI、カチンはスケジュールIIIである。
アラビアチャノキ自体は国際的管理下にはない。エチオピア、ジブチ、ソマリア、ケニア、イエメンでは規制されていない。
一方、多くのヨーロッパ諸国で規制されている（ベルギー、デンマーク、ドイツ、ギリシャ、フランス、アイルランド、イタリア、ラトビア、リトアニア、ポーランド、スロベニア、フィンランド、スウェーデン、ノルウェー、スイス）。